# Lista över Danmarks finansministrar
Detta är en lista över Danmarks finansministrar sedan 1848 då landets första finansdepartement bildades.

## Lista över Danmarks finansministrar (1848-)
| Från              | Till                 | Finansminister                                 |
| ----------------- | -------------------- | ---------------------------------------------- |
| 22 mars 1848      | 16 november 1848     | Adam Wilhelm Moltke                            |
| 16 november 1848  | 12 december 1854     | Wilhelm Sponneck                               |
| 12 december 1854  | 10 juli 1858         | Carl Christopher Georg Andræ (Bondevennerne ?) |
| 10 juli 1858      | 16 maj 1859          | Andreas Frederik Krieger (nationalliberal)     |
| 16 maj 1859       | 2 december 1859      | Carl Emil Fenger (nationalliberal)             |
| 2 december 1859   | 24 februari 1860     | Regnar Westenholz                              |
| 24 februari 1860  | 31 december 1863     | Carl Emil Fenger (nationalliberal)             |
| 31 december 1863  | 11 juli 1864         | Ditlev Gothard Monrad (nationalliberal)        |
| 11 juli 1864      | 6 november 1865      | Christian Nathan David (Højre ?)               |
| 6 november 1865   | 28 maj 1870          | Christen Andreas Fonnesbech (partilös)         |
| 28 maj 1870       | 25 mars 1872         | Carl Emil Fenger (nationalliberal ?)           |
| 1 juli 1872       | 20 juni 1874         | Andreas Frederik Krieger (nationalliberal ?)   |
| 14 juli 1874      | 11 juni 1875         | Christen Andreas Fonnesbech (partilös ?)       |
| 11 juni 1875      | 7 augusti 1894       | Jacob Brønnum Scavenius Estrup (Højre)         |
| 7 augusti 1894    | 23 maj 1897          | Christian Lüttichau                            |
| 23 maj 1897       | 27 april 1900        | Hugo Egmont Hørring (Højre)                    |
| 27 april 1900     | 24 juli 1901         | William Scharling (Højre)                      |
| 24 juli 1901      | 14 januari 1905      | Christopher Hage (Venstre)                     |
| 14 januari 1905   | 4 juni 1908          | Vilhelm Lassen (Venstre)                       |
| 24 juli 1908      | 12 oktober 1908      | Niels Neergaard (Venstre)                      |
| 12 oktober 1908   | 16 augusti 1909      | Charles Brun (Venstre)                         |
| 16 augusti 1909   | 28 oktober 1909      | Niels Neergaard (Venstre)                      |
| 28 oktober 1909   | 5 juli 1910          | Edvard Brandes (Det Radikale Venstre)          |
| 5 juli 1910       | 21 juni 1913         | Niels Neergaard (Venstre)                      |
| 21 juni 1913      | 30 mars 1920         | Edvard Brandes (Det Radikale Venstre)          |
| 30 mars 1920      | 5 april 1920         | Hans Peter Hjerl Hansen (partilös)             |
| 5 april 1920      | 5 maj 1920           | Michael Koefoed (partilös)                     |
| 5 maj 1920        | 23 april 1924        | Niels Neergaard (Venstre)                      |
| 23 april 1924     | 14 december 1926     | Carl Valdemar Bramsnæs (Socialdemokratiet)     |
| 14 december 1926  | 30 april 1929        | Niels Neergaard (Venstre)                      |
| 30 april 1929     | 31 maj 1933          | Carl Valdemar Bramsnæs (Socialdemokratiet)     |
| 31 maj 1933       | 20 juli 1937         | Hans Peter Hansen (Socialdemokratiet)          |
| 20 juli 1937      | 16 juli 1942         | Vilhelm Buhl (Socialdemokratiet)               |
| 16 juli 1942      | 9 november 1942      | Alsing Emanuel Andersen (Socialdemokratiet)    |
| 9 november 1942   | 29 augusti 1943      | Kristian Hansen Koefoed (Det Radikale Venstre) |
| 29 augusti 1943   | 5 maj 1945           | Ingen dansk regering                           |
| 5 maj 1945        | 7 november 1945      | Hans Christian Hansen (Socialdemokratiet)      |
| 7 november 1945   | 13 november 1947     | Thorkil Kristensen (Venstre)                   |
| 13 november 1947  | 16 september 1950    | Hans Christian Hansen (Socialdemokratiet)      |
| 16 september 1950 | 30 oktober 1950      | Viggo Kampmann (Socialdemokratiet)             |
| 30 oktober 1950   | 30 september 1953    | Thorkil Kristensen (Venstre)                   |
| 30 september 1953 | 31 mars 1960         | Viggo Kampmann (Socialdemokratiet)             |
| 31 mars 1960      | 7 september 1961     | Kjeld Philip (Det Radikale Venstre)            |
| 7 september 1961  | 4 november 1962      | Hans R. Knudsen (Socialdemokratiet)            |
| 15 november 1962  | 24 augusti 1965      | Poul Hansen (Socialdemokratiet)                |
| 24 augusti 1965   | 2 februari 1968      | Henry Grünbaum (Socialdemokratiet)             |
| 2 februari 1968   | 17 mars 1971         | Poul Møller (Det Konservative Folkeparti)      |
| 17 mars 1971      | 11 oktober 1971      | Erik Ninn-Hansen (Det Konservative Folkeparti) |
| 11 oktober 1971   | 19 december 1973     | Henry Grünbaum (Socialdemokratiet)             |
| 19 december 1973  | 3 februari 1975      | Anders Andersen (Venstre)                      |
| 3 februari 1975   | 26 oktober 1979      | Knud Heinesen (Socialdemokratiet)              |
| 26 oktober 1979   | 30 december 1981     | Svend Jakobsen (Socialdemokratiet)             |
| 30 december 1981  | 10 september 1982    | Knud Heinesen (Socialdemokratiet)              |
| 10 september 1982 | 23 juli 1984         | Henning Christophersen (Venstre)               |
| 23 juli 1984      | 31 oktober 1989      | Palle Simonsen (Det Konservative Folkeparti)   |
| 31 oktober 1989   | 25 januari 1993      | Henning Dyremose (Det Konservative Folkeparti) |
| 25 januari 1993   | 21 december 2000     | Mogens Lykketoft (Socialdemokratiet)           |
| 21 december 2000  | 27 november 2001     | Pia Gjellerup (Socialdemokratiet)              |
| 27 november 2001  | 23 november 2007     | Thor Pedersen (Venstre)                        |
| 23 november 2007  | 7 april 2009         | Lars Løkke Rasmussen (Venstre)                 |
| 7 april 2009      | 3 oktober 2011       | Claus Hjort Frederiksen (Venstre)              |
| 3 oktober 2011    | 28 juni 2015         | Bjarne Corydon (Socialdemokratiet)             |
| 28 juni 2015      | 28 november 2016     | Claus Hjort Frederiksen (Venstre)              |
| 28 november 2016  | 27 juni 2019         | Kristian Jensen (Venstre)                      |
| 27 juni 2019      | nuvarande innehavare | Nicolai Wammen (Socialdemokratiet)             |

## Fotnoter
1. 1 2  Den 29 augusti 1943 avgick Danmarks regering. Alla regeringsuppdrag sköttes under resten av nazisternas ockupation av permanenta sekreterare på de olika departementen.
2. 1 2  Hans R. Knudsen dog på sin post den 4 november 1962, det dröjde tills 15 november innan en ny minister tillsattes.